# Persone di nome Anna/Politiche
| Questa pagina contiene informazioni ricavate automaticamente dalle voci biografiche con l'ausilio del template Bio e di un bot. L'aggiornamento è periodico e automatico e ricostruisce completamente la pagina. Se manca una persona in questa lista, sei pregato di non aggiungerla, ma accertati piuttosto che la sua voce biografica contenga il template Bio e che i dati anagrafici siano correttamente compilati. Se il template Bio manca, inseriscilo tu stesso o, in alternativa, metti l'avviso {{tmp\|Bio}} che ne segnala la mancanza. Se i dati riportati sono sbagliati, correggi direttamente la voce biografica; le modifiche saranno visibili in questa lista entro pochi giorni. Per chiarimenti vedi il progetto antroponimi. La lista contiene solo le 62 persone che sono citate nell'enciclopedia e per le quali è stato implementato correttamente il template Bio. Pagina aggiornata al 22 lug 2025. |

Questa è una lista di persone presenti nell'enciclopedia che hanno il nome Anna e sono politiche.

## A(2)
- Anna Maria Anders, politica, attivista e diplomatica polacca (Londra, n. 1950)
- Anna Ascani, politica italiana (Città di Castello, n. 1987)

## B(10)
- Anna Lisa Baroni, politica italiana (Mantova, n. 1959)
- Anna Maria Bernasconi, politica italiana (Monza, n. 1945)
- Anna Maria Bernini, politica italiana (Bologna, n. 1965)
- Ank Bijleveld, politica olandese (IJsselmuiden, n. 1962)
- Anna Bilotti, politica italiana (Battipaglia, n. 1982)
- Anna Maria Biricotti, politica italiana (Livorno, n. 1941)
- Anna Cinzia Bonfrisco, politica italiana (Riva del Garda, n. 1962)
- Milvia Boselli, politica italiana (Reggio nell'Emilia, n. 1943)
- Anna Braghieri, politica italiana (Piacenza, n. 1932 - Piacenza, † 2016)
- Anna Maria Bucciarelli, politica italiana (Impruneta, n. 1949)

## C(8)
- Anna Maria Cardano, politica italiana (Galliate, n. 1960)
- Anna Catasta, politica italiana (Genova, n. 1952)
- Anna Cavazzini, politica tedesca (Schlüchtern, n. 1982)
- Anna Gabriella Ceccatelli, politica italiana (Prato, n. 1927 - Roma, † 2001)
- Anna Maria Cisint, politica e dirigente pubblica italiana (Cormons, n. 1963)
- Anna Paola Concia, politica e attivista italiana (Avezzano, n. 1963)
- Anna Maria Conterno Degli Abbati, politica italiana (Macello, n. 1927 - † 2004)
- Anna Maria Corazza Bildt, politica italiana (Roma, n. 1963)

## D(5)
- Kata Dalström, politica e scrittrice svedese (Emtöholm, n. 1858 - Stoccolma, † 1923)
- Anna De Lauro Matera, politica italiana (Napoli, n. 1909 - Roma, † 2003)
- Anna Diamantopoulou, politica greca (Kozani, n. 1959)
- Anna Donati, politica italiana (Faenza, n. 1959)
- Anna Donáth, politica ungherese (Budapest, n. 1987)

## F(6)
- Anna Maria Fallucchi, politica italiana (Foggia, n. 1968)
- Anna Finocchiaro, politica e magistrata italiana (Modica, n. 1955)
- Anna Rita Fioroni, politica italiana (Perugia, n. 1968)
- Anna Teresa Formisano, politica italiana (Cassino, n. 1956)
- Anna Fotyga, politica polacca (Lębork, n. 1957)
- Anna Furlan, politica italiana (Castelfranco Veneto, n. 1951)

## G(2)
- Anna Eshoo, politica statunitense (New Britain, n. 1942)
- Anna Giacobbe, politica italiana (Vado Ligure, n. 1958)

## H(1)
- Anna Hedh, politica svedese (Uppsala, n. 1967)

## I(1)
- Anna Ibrisagic, politica svedese (Sanski Most, n. 1967)

## K(2)
- Anna Karamanou, politica greca (Pyrgos, n. 1947)
- Anna Kovalenko, politica, attivista e giornalista ucraina (Buča, n. 1991)

## L(2)
- Anna Maria Leone, politica italiana (Ceccano, n. 1945)
- Anna Paulina Luna, politica statunitense (Santa Ana, n. 1989)

## M(7)
- Anna Macina, politica italiana (Bari, n. 1973)
- Anna Mainardi Fava, politica italiana (Salsomaggiore Terme, n. 1933 - † 2003)
- Anna Menghi, politica italiana (Macerata, n. 1962)
- Anna Carmela Minuto, politica italiana (Molfetta, n. 1969)
- Anna Margherita Miotto, politica italiana (Piove di Sacco, n. 1948)
- Anna Maria Muccioli, politica sammarinese (San Leo, n. 1964)
- Anna Pietrina Murrighile, politica italiana (Olbia, n. 1955)

## N(3)
- Anna Nenna D'Antonio, politica italiana (San Vito Chietino, n. 1927)
- Anna Nicolosi Grasso, politica italiana (Lercara Friddi, n. 1913 - Palermo, † 1986)
- Anna Maria Nucci, politica italiana (Cervinara, n. 1943 - Cosenza, † 2017)

## O(1)
- Anna Laura Orrico, politica italiana (Cosenza, n. 1980)

## P(3)
- Anna Maria Palermo, politica italiana (Potenza, n. 1960)
- Annalisa Pannarale, politica italiana (Triggiano, n. 1976)
- Anna Maria Pedrazzi Cipolla, politica italiana (Cento, n. 1944)

## R(1)
- Anna Rossomando, politica italiana (Torino, n. 1963)

## S(5)
- Anna Sanna, politica italiana (Thiesi, n. 1948)
- Anna Maria Serafini, politica italiana (Piancastagnaio, n. 1953)
- Anna Soubry, politica e avvocato inglese (Lincoln, Lincolnshire, n. 1956)
- Märta Stenevi, politica svedese (Lund, n. 1976)
- Anna Strolenberg, politica olandese (Utrecht, n. 1995)

## T(1)
- Anna Rita Tateo, politica italiana (Bari, n. 1975)

## U(1)
- Anna Il'inična Ul'janova, politica e rivoluzionaria russa (Nižnij Novgorod, n. 1864 - Mosca, † 1935)

## Z(1)
- Anna Záborská, politica e medico svizzera (Zurigo, n. 1948)